# Redruth (stacja kolejowa)
 Saltash – stacja kolejowa w miejscowości Redruth na linii Cornish Main Line. Na stacji zatrzymują się pociągi pośpieszne HST. 

## Ruch pasażerski
Stacja w Redruth obsługuje ok. 304 310 pasażerów rocznie (dane za rok 2021/2022). Posiada bezpośrednie połączenia z Birmingham, Bristol. Glasgow, Leeds, Liverpool, Londyn, Penzance, Plymouth.